# Malthopsis tiarella
Malthopsis tiarella är en fiskart som beskrevs av Jordan 1902. Malthopsis tiarella ingår i släktet Malthopsis och familjen Ogcocephalidae. Inga underarter finns listade i Catalogue of Life.